# Lacey Chabert
Lacey Nicole Chabert (Purvis, 30 de setembro de 1982) é uma atriz estadunidense, famosa no cinema pela personagem Gretchen Wieners no filme Meninas Malvadas e na televisão pelo papel coadjuvante de Claudia Sallinger na série Party of Five e  também como Eliza Thornberry na animação televisiva The Wild Thornberrys.
Chabert também apareceu em 17 filmes do Hallmark Channel.

## Biografia
Ela nasceu no estado do Mississipi e tem duas irmãs mais velhas, Crissy e Wendy Chabert e um irmão mais novo, T.J. Sua mãe chama-se July e seu pai Tony. Lacey tem uma cachorrinha da raça Pincher, que originalmente tinha o nome Hershey, mas Lacey passou a chamá-la de Abu depois que viu desenho da Disney, Aladdin, onde o personagem macaco tem esse nome. Lacey começou a sua carreira com apenas 5 anos de idade, fazendo vários comerciais para a TV, entre eles um comercial de "Triaminc" onde sua tarefa era somente tossir. Depois, na Broadway, participou de Os Miseráveis no papel da pequena Cossete e uma vez também como Gavrouche. Ela cantou "Castle On a Cloud" em um comercial.
Seu maior sucesso foi na TV, na série Party of Five, onde Lacey interpretava Claudia Salinger, a 4ª irmã entre cinco irmãos. Lacey participou durante as seis temporadas em que a série ficou no ar, cresceu no set, adquiriu experiência. Na série, Lacey tocava violino e era sempre mal interpretada pelos irmãos. Charlie (Matthew Fox) era seu irmão mais velho, Bailey (Scott Wolf) era seu outro irmão, Julia (Neve Campbell) sua única irmã e Owen era seu irmão bebê. Depois do final da série, Lacey participou do filme Perdidos no Espaço e dublou Anastasia, no filme de mesmo nome. Além disso, o desenho Family Guy conta com a voz de Lacey, na dublagem da personagem Meg, de  13 anos.
Também participou do filme Mean Girls (Meninas Malvadas), onde interpretou Gretchen Weiners, esteve no filme Black Christmas (no Brasil o filme estrearia no natal e recebeu o título Natal Negro mais com a estréia adiada foi intitulado de O Dia do Terror) onde ela interpreta a personagem Dana.
Lacey Chabert participou do filme Hello Sister, Goodbye Life, produzido pela HBO, aonde interpretou uma jovem Olivia que perde seu pai e sua madrasta em um acidente de carro, responsabilizando-se pela guarda de sua meia-irmã Celia.
Em 2010, protagonizou o filme Slightly Single in L.A., interpretando Dale Squire, uma mulher solteira que sempre falha em suas relações.

## Filmografia

### Filmes
| Ano  | Título                                                      | Personagem                     | Notas                  |
| ---- | ----------------------------------------------------------- | ------------------------------ | ---------------------- |
| 1991 | A Little Piece of Heaven                                    | Princess, or 'Hazal'           | Filme para a televisão |
| 1993 | Gypsy                                                       | Baby June                      | Filme para a televisão |
| 1997 | Redux Riding Hood                                           | Little Red (voz)               | Curta-metragem         |
| 1997 | Babes in Toyland                                            | Jill (voz)                     |                        |
| 1997 | Journey Beneath the Sea                                     | Merla (voz)                    | Diretamente em vídeo   |
| 1997 | When Secrets Kill                                           | Jenny Newhall                  | Filme para a televisão |
| 1997 | Anastasia                                                   | jovem Anastasia (voz, canções) |                        |
| 1998 | Lost in Space                                               | Penny Robinson                 |                        |
| 1998 | The Lion King II: Simba's Pride                             | Vitani (voz)                   | Diretamente em vídeo   |
| 1998 | An American Tail: The Treasure of Manhattan Island          | Tanya Mousekewitz (voz)        | Diretamente em vídeo   |
| 1999 | We Wish You a Merry Christmas                               | Cindy (voz)                    | Diretamente em vídeo   |
| 1999 | An American Tail: The Mystery of the Night Monster          | Tanya Mousekewitz (voz)        | Diretamente em vídeo   |
| 2001 | The Wild Thornberrys: The Origin of Donnie                  | Eliza Thornberry (voz)         | Filme para a televisão |
| 2001 | Tart                                                        | Eloise Logan                   |                        |
| 2001 | Not Another Teen Movie                                      | Amanda Becker                  |                        |
| 2002 | Hometown Legend                                             | Rachel Sawyer                  |                        |
| 2002 | Balto: Wolf Quest                                           | Aleu (voz)                     | Diretamente em vídeo   |
| 2002 | The Scoundrel's Wife                                        | Florida Picou                  |                        |
| 2002 | The Wild Thornberrys Movie                                  | Eliza Thornberry (voz)         |                        |
| 2003 | Daddy Day Care                                              | Jenny                          |                        |
| 2003 | Rugrats Go Wild                                             | Eliza Thornberry (voz)         |                        |
| 2004 | Mean Girls                                                  | Gretchen Weiners               |                        |
| 2004 | Shadow of Fear                                              | Allison Henderson              |                        |
| 2004 | The Brooke Ellison Story (BR: A História de Brooke Ellison) | Brooke Ellison                 | Filme para a televisão |
| 2005 | Dirty Deeds                                                 | Meg Cummings                   |                        |
| 2005 | Nice Guys                                                   | Cindy                          |                        |
| 2006 | Hello Sister, Goodbye Life (BR: Uma Irmã Em Minha Vida)     | Olivia Martin                  | Filme para a televisão |
| 2006 | She Said/He Said                                            |                                | Filme para a televisão |
| 2006 | Fatwa                                                       | Noa Goldman                    |                        |
| 2006 | Choose Your Own Adventure: The Abominable Snowman           | Crista North (voz)             | Diretamente em vídeo   |
| 2006 | Bratz: Passion 4 Fashion - Diamondz                         | Kaycee Smith (voz)             | Diretamente em vídeo   |
| 2006 | Be My Baby                                                  | Tiffany                        |                        |
| 2006 | Black Christmas                                             | Dana Mathis                    |                        |
| 2007 | A New Wave                                                  | Julie                          |                        |
| 2007 | The Pleasure Drivers                                        | Faruza                         |                        |
| 2007 | What If God Were the Sun?                                   | Jamie Spagnoletti              | Filme para a televisão |
| 2007 | Being Michael Madsen                                        | Vanessa Rapaport               |                        |
| 2008 | Sherman's Way                                               | Marcy                          |                        |
| 2008 | Reach for Me                                                | Sarah                          |                        |
| 2009 | The Lost                                                    | Jane                           | Filme para a televisão |
| 2009 | Ghosts of Girlfriends Past                                  | Sandra Volkom                  |                        |
| 2010 | Elevator Girl                                               | Liberty (Libby) Taylor         | Filme para a televisão |
| 2010 | In My Sleep                                                 | Becky                          |                        |
| 2010 | Thirst                                                      | Noelle                         | Diretamente em vídeo   |
| 2010 | Slightly Single in L.A. (BR: Ligeiramente Solteira)         | Dale Squire                    |                        |
| 2011 | Mike DA Mustang                                             | Angel                          | Filme para a televisão |
| 2011 | Destruction Party                                           | Ava                            | Curta-metragem         |
| 2011 | A Holiday Heist                                             | Jennifer                       |                        |
| 2012 | Imaginary Friend (BR: Amigo Imaginário)                     | Emma Turner                    | Filme para a televisão |
| 2012 | Beverly Hills Chihuahua 3: Viva La Fiesta!                  | Charlotte (voz)                | Diretamente em vídeo   |
| 2012 | Matchmaker Santa                                            | Melanie Hogan                  | Filme para a televisão |
| 2013 | The Ghost of Goodnight Lane                                 | Dani                           |                        |
| 2013 | Sanitarium                                                  | Ms. Lorne                      |                        |
| 2013 | Anything Is Possible                                        | Maggie                         |                        |
| 2013 | Telling of the Shoes                                        | Abby                           |                        |
| 2013 | Scarecrow                                                   | Kristen                        | Filme para a televisão |
| 2014 | The Color of Rain                                           | Gina Kell                      | Filme para a televisão |
| 2014 | Natal na realeza                                            | Emily Taylor                   | Filme para a televisão |
| 2014 | Christian Mingle                                            | Gwyneth Hayden                 |                        |
| 2016 | A wish for Christmas                                        | Sara                           | co-produtora executiva |
| 2016 | The Lost Tree                                               | Jenna Lynds                    |                        |
| 2017 | All I Want for Christmas Is You                             | Penelope                       | Voz                    |

### Televisão
| Ano           | Título                                 | Personagem                    | Notas                                            |
| ------------- | -------------------------------------- | ----------------------------- | ------------------------------------------------ |
| 1992          | All My Children                        | Bianca Montgomery             | 2 episódios (1992-1993)                          |
| 1994          | Gargoyles                              | Bobbi Porter / Kim (voz)      | 2 episódios                                      |
| 1994          | Party of Five                          | Claudia Salinger              | 142 episódios (1994-2000)                        |
| 1996          | ABC Afterschool Specials               | Carly Gallagher               | Episódio: "Educating Mom"                        |
| 1996          | Aaahh!!! Real Monsters                 | Tiffany (voz)                 | 4 episódios                                      |
| 1997          | Hey Arnold!                            | Ruth P. McDougal              | 2 episódios (1997-1998)                          |
| 1998          | Stories from My Childhood              | Jenny                         | Episódio: "The Last Petal"                       |
| 1998          | Hercules                               | Callista (voz)                | Episódio: "Hercules and the Kids"                |
| 1998          | The Wild Thornberrys                   | Eliza Thornberry (voz)        | 85 episódios (1998-2004)                         |
| 1999          | Rayman: The Animated Series            | Betina (voz)                  | 3 episódios                                      |
| 1999          | Family Guy                             | Meg Griffin (voz)             | 12 episódios (1999-2000)                         |
| 2002          | The Proud Family                       | Voz                           | Episódio: "Romeo Must Wed"                       |
| 2002          | Strong Medicine                        | Mary                          | Episódio: "Heartbeat"                            |
| 2002          | Jackie Chan Adventures                 | Cheerleader 2                 | Episódio: "Rabbit Run" (sem créditos)            |
| 2002          | The Drew Carey Show                    | Grace                         | Episódio: "Drew's Girl Friday"                   |
| 2002          | Punk'd                                 | Ela Mesma                     | Participação Especial                            |
| 2005          | American Dragon: Jake Long             | Jasmine (voz)                 | Episódio: "Dragon Breath"                        |
| 2005          | Super Robot Monkey Team Hyperforce Go! | Surthanna (voz)               | Episódio: "Girl Trouble"                         |
| 2006          | Bratz                                  | Kaycee (voz)                  | Episódio: "Survivor"                             |
| 2006          | Ghost Whisperer                        | Donna Ellis                   | Episódio: "Love Still Won't Die"                 |
| 2007          | Me, Eloise                             | Voz                           | Episódio: "Eloise Goes to Hollywood"             |
| 2008          | Untitled Liz Meriwether Project        |                               | Episódio: "Piloto"                               |
| 2008          | The Spectacular Spider-Man             | Gwen Stacy (voz)              | 25 episódios (2008-2009)                         |
| 2009          | Glenn Martin DDS                       | Amish Girl (voz)              | Episódio: "Amish Anguish"                        |
| 2011          | Allen Gregory                          | Beth (voz)                    | 6 episódios                                      |
| 2011          | Generator Rex                          | Voz                           | Episódio: "Double Vision"                        |
| 2011          | Transformers: Rescue Bots              | Dani Burns (voz)              | 26 episódios (2011-2012)                         |
| 2011          | Young Justice                          | Zatanna Zatara (voz)          | 12 episódios (2011-13; 2019)                     |
| 2012          | Doc McStuffins                         | Voz                           | Episódio: "Arcade Escapade/Starry, Starry Night" |
| 2012          | The Avengers: Earth's Mightiest Heroes | Daisy Johnson / Tremor (voz)  | 2 episódios                                      |
| 2012          | Generator Rex                          | Jojo (voz)                    | Episódio: "Rock My World"                        |
| 2013          | Robot Chicken                          | Carly Shay (voz)              | Episódio: "Caffeine-Induced Aneurysm"            |
| 2013          | Baby Daddy                             | Dr. Amy Shaw                  | 2 episódios                                      |
| 2016          | Teachers                               | Ginny                         | Episódio: "Jacob"                                |
| 2016          | Still the King                         | Laura Beth                    | 4 episódios                                      |
| 2016          | Kulipari: An Army of Frogs             | Coorah (voz)                  | 13 episódios                                     |
| 2016          | The Lion Guard                         | Vitani (voz)                  | Episódio: "Lions of the Outlands"                |
| 2016–2017     | Justice League Action                  | Zatanna Zatara (voz)          | 5 episódios                                      |
| 2016–2018     | Voltron: Legendary Defender            | Nyma / Romelle / Te-osh (voz) | 4 episódios                                      |
| 2016–presente | Shimmer and Shine                      | Zeta a Feiticeira (voz)       | Elenco fixo; 22 episódios                        |

### Vídeo Games
| Ano  | Título                    | Personagem     |
| ---- | ------------------------- | -------------- |
| 2006 | Sonic The Hedgehog (2006) | Princesa Elise |